# Skandinavischer Kaltbluttraber
Der Skandinavische Kaltbluttraber ist eine aus der Kreuzung des Dölepferdes mit dem nordschwedischen Pferd entstandene, leichte Kaltblutrasse, die in ihrem Heimatland hauptsächlich für Trabrennen eingesetzt wird.